# ميها زايتس
ميخا زايتس (بالسلوفينية: Miha Zajc)‏ (1 يوليو 1994 بشيمبتر بري غريتسي في سلوفينيا - ) هو لاعب كرة قدم سلوفيني في مركز الوسط. شارك مع منتخب سلوفينيا تحت 17 سنة لكرة القدم ومنتخب سلوفينيا تحت 19 سنة لكرة القدم ومنتخب سلوفينيا تحت 21 سنة لكرة القدم ومنتخب سلوفينيا لكرة القدم. أما مع النوادي، فقد لعب مع نادي أولمبيا ليوبليانا ونادي تساليه وNK IB 1975 Ljubljana ‏.

## وصلات خارجية
- ميخا زايتس على موقع الاتحاد الدولي (مؤرشف)  (الإنجليزية)
- ميخا زايتس على موقع الاتحاد الأوربي (الإنجليزية)
- ميخا زايتس على موقع اتحاد تركيا (لاعب) (الإنجليزية)
- ميخا زايتس على موقع إي إس بي إن إف سي (الإنجليزية)
- ميخا زايتس على موقع قاعدة بيانات كرة القدم.إي يو (الإنجليزية)
- ميخا زايتس على موقع ليكيب (الفرنسية)
- ميخا زايتس على موقع ناشيونال فوتبول تيمز (الإنجليزية)
- ميخا زايتس على موقع Soccerbase.com (لاعب) (الإنجليزية)
- ميخا زايتس على موقع Soccerway.com (الإنجليزية)
- ميخا زايتس على موقع عالم كرة القدم.نت (الإنجليزية)